# KMGi
KMGi ist eine Werbeagentur mit den Schwerpunkten Multimedia-Werbung und Entwicklung von Online-Inhalten. Als eines der ersten Unternehmen produzierte KMGi animierte, fernsehähnliche Werbung für das Internet.

## Geschichte
KMGi wurde von Alex Konanykhin, Nikolai Mentchokov und Elena Gratcheva im Jahr 1997 in New York City gegründet. Der Name der Firma setzt sich aus den Initialen der Nachnamen ihrer Gründer zusammen. Die Werbeagentur mit Sitz im Empire State Building war zunächst auf die russische Sprache spezialisiert. Schon bald jedoch bildete sich als neuer Schwerpunkt der Aufbau dynamischer Websites für die unterschiedlichsten Kunden heraus.
Zu Beginn waren 35 Mitarbeiter an einem Ort für das Unternehmen tätig, doch mittlerweile hat sich ein virtuelles Büro etabliert, in dem Mitarbeiter auf der ganzen Welt beschäftigt sind. Einem Bericht von TheStreet.com zufolge können die Mitarbeiter von KMGi auf diese Weise „Zeit sparen, da sie nicht pendeln müssen. Und sie profitieren von der Zusammenarbeit mit den besten Köpfen der Branche, da Konanykhin in globalem Maßstab rekrutieren kann. Das kommt auch den Kunden zugute, da so jederzeit umfassende Kompetenz zur Verfügung steht.“ Viele Angestellte des Unternehmens leben in Russland.
Innerhalb eines Jahres nach Firmengründung führte KMGi die Technologie Macromedia Flash in die Online-Werbung ein. KMGi gehörte zu den ersten Unternehmen, die animierte, fernsehähnliche „Webmercials“ für das Internet entwickelten. Die Produktion von Webmercials kostet zwei- bis dreimal so viel wie Webbanner, doch einem Bericht von MarketAdvisors aus dem Jahr 2000 zufolge war die Werbeerinnerung von Webmercials bei den Betrachtern doppelt so hoch wie bei Bannern.
Im August 2000 gab KMGi den Zusammenschluss mit Unicast bekannt, um für die Werbeformate von Interstitials auf Superstitials umzusteigen. Mit dem Format Superstitials werden die langen Downloadzeiten im Browser vermindert. Die im Jahr 2002 gelaunchte Website von KMGi basierte als erste allein auf der Programmiersprache Flash.

## Unternehmen
Infolge der im Jahr 2000 geplatzten Dotcom-Blase entwickelte KMGi eine neue geschäftliche Ausrichtung. Auf Empfehlung des CIO von KMGi, Alex Koshel, engagierte sich die Firma jetzt im Verkauf von Software für den Einzelhandel. Im Jahr 2004 hatte KMGi bereits 1,4 Millionen USD Umsatz mit dem Verkauf von Software erzielt. Webmercials wurden zwar nicht gänzlich aufgegeben, doch man lockte die Verbraucher jetzt mit kostenloser Anti-Spam-Software für alle, die sich eine 30 Sekunden lange Werbung ansahen. KMGi produzierte darüber hinaus auch Web-Präsentationen von anspruchsvollen Produktdarstellungen, die online im Browser betrachtet werden konnten. 2004 veröffentlichte KMGi ein Tool namens SeePassword, mit dem Benutzer im Internet Explorer ausgeblendete oder verlorene Kennwörter wiederherstellen konnten. Damit sollte Microsoft veranlasst werden, den Kennwortschutz für die Benutzer zu verbessern.
2005 gründete KMGi das Tochterunternehmen Publicity Guaranteed (PG). PG verkauft Werbung für seine Kunden. Nur für erfolgreich platzierte Artikel oder Medien werden Gebühren erhoben. Für einen Kunden, Absolute Poker, konnte PG Werbung in 40 Zeitungen platzieren. In den Jahren 2005 und 2006 wurden sogar in USA Today und in der New York Times Artikel über das Studiengebühren-Gewinnspiel der Poker-Website publiziert.
2010 empfahl Konanykhin der Wikipedia, zur Umsatzsteigerung Werbung zu nutzen und zur Verbesserung der Inhalte „qualifizierte Experten“ gegen Honorar einzusetzen. Kurze Zeit später wurde auf CNN ein Interview mit der Vorsitzenden Silvina Moschini ausgestrahlt. Man diskutierte ihre Ansicht, dass einige Formen der Kommerzialisierung als natürliche Weiterentwicklung der Website anzusehen seien.
2011 entwickelte KMGi die Software TransparentBusiness, mit der Arbeitgeber oder Kunden die Aktivitäten ihrer Arbeitskräfte an Computern über einen Cloud-gestützten Aktivitätsmonitor und Screenshots überwachen können. Die Software wird auf den Computer eines Benutzers heruntergeladen und verfolgt die für eine bestimmte Aufgabe aufgewendete Zeit sowie alle weiteren Aktivitäten in diesem Zeitraum:

„Alle drei Minuten wird ein Screenshot gezogen. Alle Computerdaten, jeder Anschlag, jede Regung im Netz werden für Produktivitätsmanager aufbereitet. Die Arbeitsproduktivität jedes einzelnen ist jederzeit messbar: Unsere Käufer nutzen diese Software auch dazu, um die unproduktivsten Mitarbeiter herauszufiltern und die werden dann ganz besonders genau untersucht.“

Die Software kann von Regierungsbehörden und für die ersten fünf Benutzer privater Unternehmen kostenlos verwendet werden.
2012 erhielt TransparentBusiness den PC World Latin America Rising Star Award für die beste Cloud-Computinglösung für Unternehmen (Best Cloud Computing Solution for Enterprise).